# Porto Challenger 2024
Il Porto Challenger 2024 è stato un torneo maschile di tennis professionistico. È stata la 1ª edizione del torneo, facente parte della categoria Challenger 75 nell'ambito dell'ATP Challenger Tour 2024, con un montepremi di 73 000 €. Si è giocato dal 26 agosto al 1° settembre 2024 sui campi in terra rossa del Clube Tenis Porto di Porto, in Portogallo.

## Partecipanti

### Teste di serie
| Nazionalità | Giocatore                     | Ranking* | Testa di serie |
| ----------- | ----------------------------- | -------- | -------------- |
| Spagna      | Oriol Roca Batalla            | 150      | 1              |
| Portogallo  | Jaime Faria                   | 157      | 2              |
| Portogallo  | Henrique Rocha                | 165      | 3              |
| Spagna      | Carlos Taberner               | 204      | 4              |
| Argentina   | Santiago Fa Rodríguez Taverna | 239      | 5              |
| Bulgaria    | Adrian Andreev                | 258      | 6              |
| Italia      | Gianluca Mager                | 263      | 7              |
| Turchia     | Ergi Kırkın                   | 266      | 8              |

* Ranking al 19 agosto 2024.

### Altri partecipanti
I seguenti giocatori hanno ricevuto una wild card per il tabellone principale:
- Jaime Faria
- Frederico Ferreira Silva
- Duarte Vale

I seguenti giocatori sono entrati in tabellone come alternate:
- David Jordà Sanchis
- Yshai Oliel

I seguenti giocatori sono passati dalle qualificazioni:
- Moez Echargui
- Máté Valkusz
- Hynek Bartoň
- Gerard Campana Lee
- Buvaysar Gadamauri
- Daniel Cukierman

Il seguente giocatore è entrato in tabellone come lucky loser:
- Oleksii Krutykh

## Punti e montepremi
| Torneo    | Torneo              | V     | F     | SF    | QF    | 2T    | 1T  | Q | Q2  | Q1  |
| Singolare | Punti               | 75    | 44    | 22    | 12    | 6     | 0   | 4 | 2   | 0   |
| Singolare | Premi in denaro (€) | 9,880 | 5,820 | 3,450 | 2,000 | 1,165 | 720 | – | 360 | 185 |
| Doppio    | Punti               | 75    | 44    | 22    | 12    | –     | 0   | – | –   | –   |
| Doppio    | Premi in denaro (€) | 4,250 | 2,450 | 1,480 | 880   | –     | 500 | – | –   | –   |

## Campioni

### Singolare
Adrian Andreev ha sconfitto in finale  Carlos Taberner con il punteggio di 6–3, 6–0.

### Doppio
Daniel Cukierman /  Piotr Matuszewski hanno sconfitto in finale  Romain Arneodo /  Théo Arribagé con il punteggio di 6–4, 6–0.